# تولگا ساریتاش
تولگا ساریتاش (به ترکی استانبولی: Tolga Sarıtaş؛ زادهٔ ۳۰ مه ۱۹۹۱) هنرپیشه اهل ترکیه است. او برای بازی در نقش شاهزاده جهانگیر در سریال حریم سلطان به شهرت رسید. سپس با بازی در سریال دختران آفتاب با هانده ارچل پارتنر شد و به شهرت بین المللی خوبی دست یافت

## فیلم‌شناسی

### فیلم
| سال  | عنوان          | نقش       | یادداشت  |
| ---- | -------------- | --------- | -------- |
| ۲۰۰۹ | بانه کارا      | برک       | نقش مکمل |
| ۲۰۱۱ | تنهایی در قلعه | فیاض      | نقش مکمل |
| ۲۰۱۷ | پسر بد         | مریچ تونا | نقش اصلی |

### تلویزیون
| سال       | عنوان            | نقش                                         | یادداشت   |
| --------- | ---------------- | ------------------------------------------- | --------- |
| ۲۰۱۱      | پیش از حد نرو    | مرت                                         | نقش مکمل  |
| ۲۰۱۳      | خیابان‌های پشتی   | دوعان                                       | نقش مهمان |
| ۲۰۱۳      | روزی روزگاری     | مرت                                         | نقش مهمان |
| ۲۰۱۳      | ۲۰ دقیقه         | فردی                                        | نقش مکمل  |
| ۲۰۱۳–۲۰۱۴ | حریم سلطان       | شاهزاده جهانگیر                             | نقش مکمل  |
| ۲۰۱۴      | اسم من گل‌تپه است | مورات                                       | نقش مکمل  |
| ۲۰۱۵–۲۰۱۶ | دختران آفتاب     | علی مرت‌اوغلو                                | نقش اصلی  |
| ۲۰۱۵      | قفقاز بزرگ تبعید | جمیل                                        | نقش اصلی  |
| ۲۰۱۷–۲۰۱۹ | قول              | یاووز کاراسو/ عمر گونای/فرمانده طلایی(sarı) | نقش اصلی  |
| ۲۰۱۹      | فرهاد و شیرین    | فرهاد                                       | نقش اصلی  |
| ۲۰۲۰      | عشق ‌های ناتمام   | اوزان                                       | نقش مهمان |
| ۲۰۲۰–۲۰۲۱ | دردسرساز         | علیرضا آلتای                                | نقش اصلی  |
| ۲۰۲۲      | بابا             | قدیر                                        | نقش اصلی  |
| ۲۰۲۴      | تشکیلات          | آلتای یالچین داغ/آقا گرگ                    | نقش اصلی  |

## جوایز

### بین‌المللی
| سال  | کار | جایزه     | نتیجه    |
| ---- | --- | --------- | -------- |
| ۲۰۲۲ | قول | جوایز امی | نامزدشده |